# Incidente del CASA C-295 dell'Aeronautica militare polacca del 2008
L'incidente aereo di Mirosławiec avvenne in Polonia il 23 gennaio 2008, quando un aereo da trasporto militare del tipo EADS CASA C-295 precipitò mentre si avvicinava alla pista di Mirosławiec, uccidendo tutti i passeggeri e l'equipaggio.

## L'incidente
L'aereo dell'aeronautica polacca stava volando da Varsavia alla dodicesima base aerea di Mirosławiec e tra le 20 vittime c'erano anche alti ufficiali dell'aeronautica polacca.
Sebbene questo sia stato il primo incidente grave di un CASA C-295, dopo l'incidente tutti i C-295 polacchi vennero messi a terra fino a nuovo avviso. Nelle indagini successive la causa principale dell'incidente venne determinata da un'involontaria perdita di consapevolezza spaziale e situazionale da parte dell'equipaggio del velivolo durante l'avvicinamento in condizioni meteorologiche avverse, con una bassa base delle nubi e scarsa visibilità. L'indagine successiva all'incidente rilevò anche una serie di cause secondarie e fattori contribuenti, tra cui le carenze nelle competenze e nei metodi di direzione e controllo dell'atterraggio da parte dei controllori del traffico aereo. Gli esperti militari lo avevano definito "l'aereo più sicuro della forza aerea polacca".
Il ministro della Difesa polacco Bogdan Klich licenziò cinque membri del personale dell'aeronautica dopo che l'indagine sull'incidente concluse che molteplici mancanze avevano contribuito all'incidente.
Tra i morti c'era il generale Andrzej Andrzejewski, comandante di una brigata aerea di base a Świdwin.